# Ось Людина
Ось Людина (англ. Behold the Man, 1969)— науково-фантастичний роман британського письменника Майкла Муркока. Спочатку твір з'явився як повість у випуску New Worlds за 1966 рік; пізніше Муркок підготував розширену версію, яка була вперше опублікована в 1969 році Allison & Busby. Назва походить від Євангелія від Івана, розділ 19, вірш 5: «І вийшов Ісус у терновому вінку та багряниці. І сказав їм Пілат: Ось Чоловік».
У романі, Муркок викладає екзистенціалістичну історію про Карла Ґлогауера, людину, яка подорожує з 1970 року на машині часу до 28 року нашої ери, де він сподівається зустріти історичного Ісуса з Назарету.

## Короткий зміст сюжету
Історія починається з насильницького прибуття Карла до Святої Землі у 28 році нашої ери, де його машина часу, схожа на утробу сфера, наповнена рідиною, розламується й стає непридатною до використання. Вставляючи численні спогади та спалахи пам'яті, автор паралельно розповідає історію неспокійного минулого Карла в Лондоні XX століття та намагається пояснити, чому він готовий ризикнути всім, заради зустрічі з Ісусом. За сюжетом, Карл має хронічні проблеми з жінками, гомосексуальні нахили, інтерес до ідей Юнга і багато неврозів, включаючи комплекс месії.
Карл, важко поранений під час своєї подорожі, виповзає наполовину з машини часу, а потім непритомніє. Іоанн Хреститель і група ессеїв знаходять його там і повертають до своєї громади, де деякий час піклуються про нього. Оскільки ессеї стали свідками його чудесного прибуття на машині часу, Джон вирішує, що Карл, мабуть, маг, і просить його допомогти підняти повстання проти окупантів римлян. Однак коли він просить Карла охрестити його, останній панікує і тікає в пустелю, де блукає на самоті, галюцинуючи від спеки та спраги.
Потім він відправляється в Назарет у пошуках Ісуса. Коли він знаходить Марію та Йосипа, Марія виявляється не більш ніж повією, а Йосип, озлоблений старий, відкрито глузує з її заяв про те, що вона була запліднена від ангела. Гірше того, їхня дитина Ісус — горбань із серйозними інтелектуальними вадами, який безупинно повторює єдине відоме йому слово: Ісус, Ісус, Ісус. Карл, однак, настільки глибоко відданий ідеї справжнього, історичного Ісуса, що в цей момент він сам починає входити в цю роль, збираючи послідовників — ретельно вибираючи тих, чиї імена збігаються з іменами, засвідченими в Євангеліях, повторюючи які притчі він може згадати, і використовуючи психологічні трюки для імітації чудес. Коли немає їжі, він показує людям, як робити вигляд, що їдять, щоб відволіктися від голоду; коли він стикається з хворобою, спричиненою істерією, він її лікує. Поступово стає відомо, що його звуть Ісус із Назарету.
Зрештою, сповнений рішучості довести історію Ісуса до її явно гіркого закінчення, він наказує спантеличеному Юді видати його римлянам і помирає на хресті. Однак його останні болісні слова не Eloi, eloi, lama sabachthani, а фонетично подібне англійське it's a lie … it's a lie … it's a lie . . .
Після смерті Карла на хресті тіло викрадає лікар, який вважав, що тіло має магічні властивості, що призвело до чуток, що він не помер. Лікар розчарований, коли тіло починає гнити, як будь-яка нормальна людина.

## Посилання в інших роботах Муркока

Випуск New Worlds, що містить оригінальну повість.